# Angiogenese

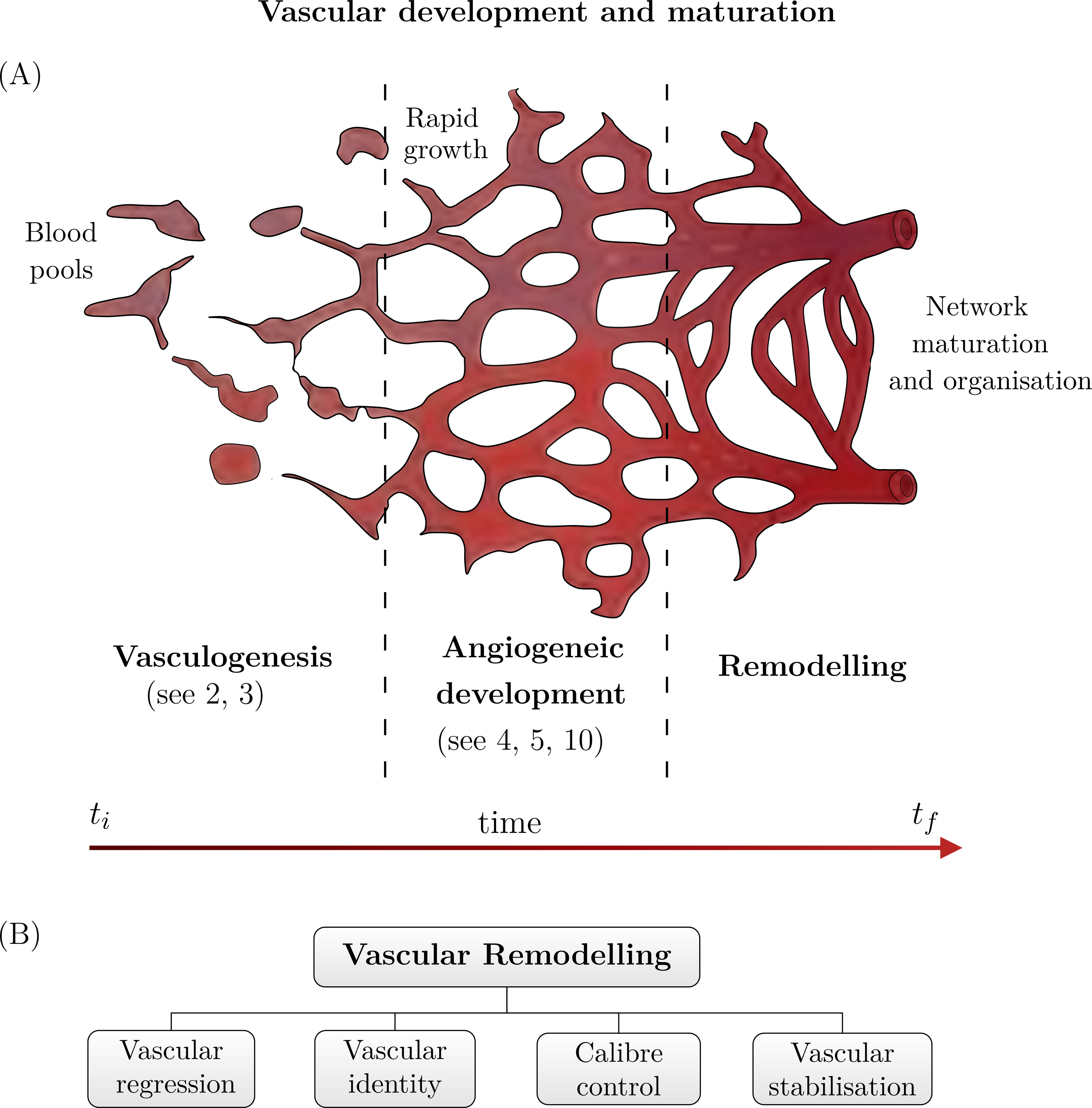
Schema van vasculaire ontwikkeling. Blood pools: bloedeilandjes.

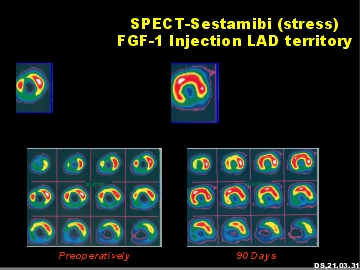
Verbetering van de doorbloeding na inspuiting van fibroplast-groeifactor-1

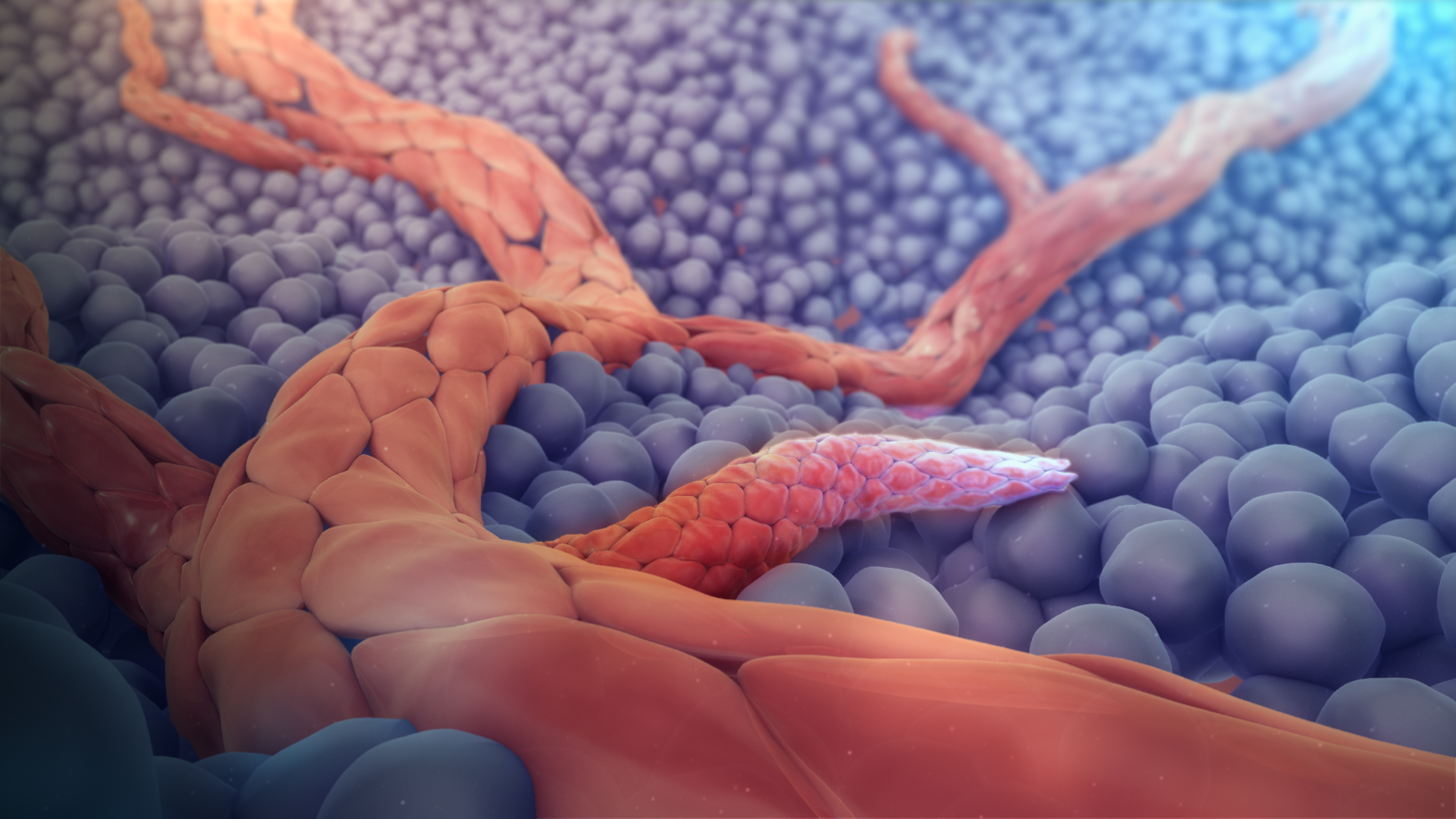
Angiogenese

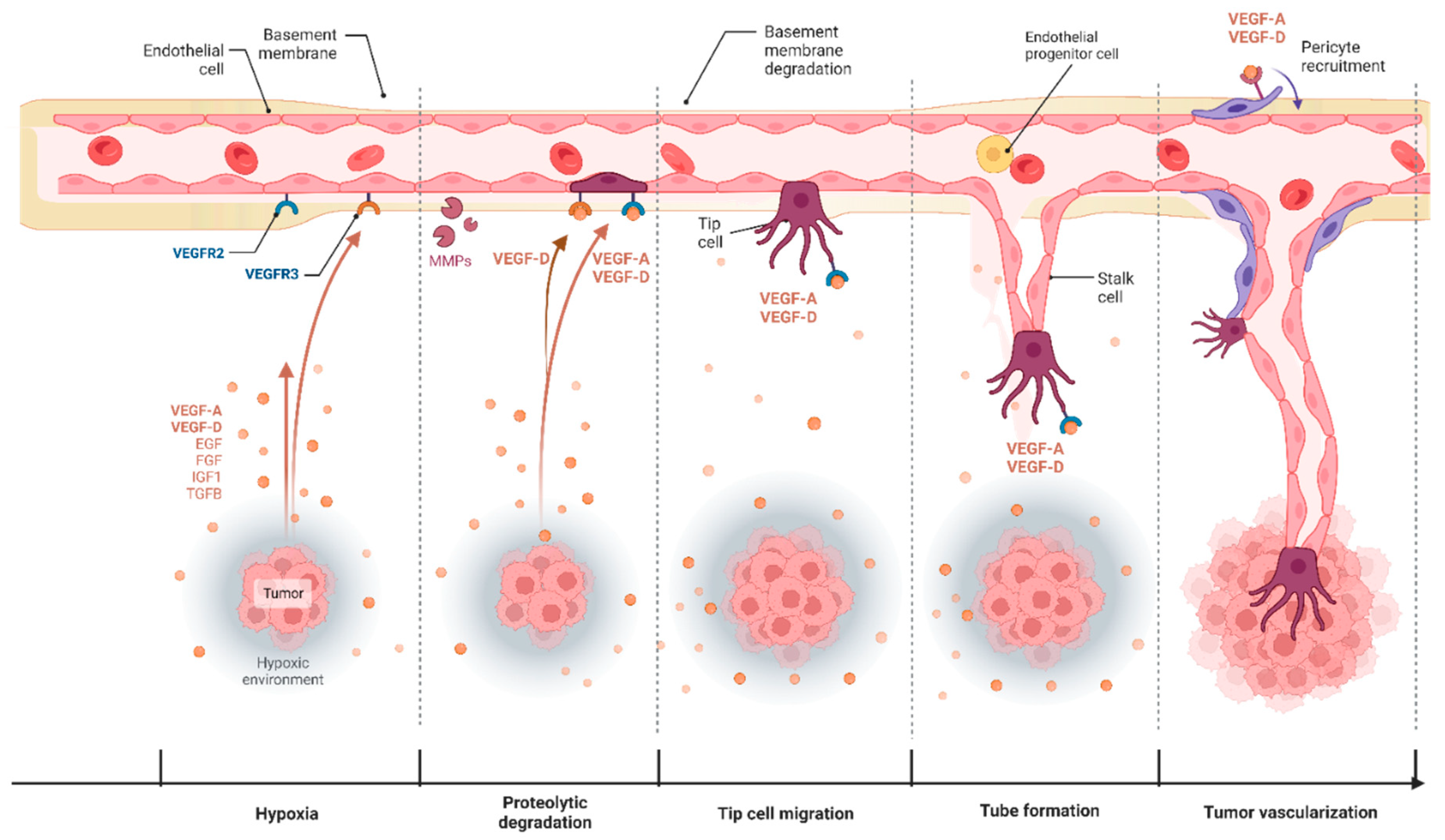
Stappen in angiogenese

Angiogenese is de vorming van nieuwe bloedvaten, vanuit bestaande bloedvaten. Dit proces vindt plaats tijdens de embryogenese,  tijdens de innesteling van het embryo in het baarmoederslijmvlies, bij wondherstel en bij verschillende ziekteprocessen, zoals kanker. Nieuwe bloedvaten kunnen ook gevormd worden uit stamcellen of endotheliale voorlopercellen, een proces dat vasculogenese genoemd wordt.
Angiogenese wordt aangezwengeld of geïnduceerd door de afscheiding van zogenaamde angiogene factoren. Dit zijn groeifactoren die worden aangemaakt door omliggende cellen. Een belangrijke pro-angiogene factor is VEGF: vascular endothelial growth factor. De groeifactoren stimuleren endotheelcellen, de cellen aan de binnenkant van de bestaande bloedvaten. De productie van deze groeifactor wordt gereguleerd door de intracellulaire concentratie van het eiwit HIF1α (hypoxia-inducible factor 1α), die op zijn beurt weer wordt gereguleerd door de aanwezigheid van de juiste hoeveelheid zuurstof. VEGF verspreidt zich na secretie door de cel, door het omliggend weefsel en bindt zich aan receptoren op endotheelcellen die hierdoor geactiveerd worden. Onderdeel van dit beginstadium is ook, dat een groep enzymen, de proteasen, beginnen met het afbreken van het basale membraan, dat om de endotheelcellen heenligt, en van de extracellulaire matrix of ECM, een netwerk van suikerketens en eiwitten waar de cellen zich in bevinden. Vervolgens ‘trekken’ integrines, receptoren op de celmembraan die zorgen voor de verbinding met andere cellen en de ECM, de migrerende endotheelcellen voorwaarts. Nadat deze endotheelcellen hun plaats hebben gevonden in het nieuwe bloedvat, scheiden zij het eiwit PDGF (platelet-derived growth factor) uit, dat omliggende cellen aanspoort om het nieuwe bloedvat te ondersteunen. Ook maken de endotheelcellen een nieuwe basale membraan aan.
Angiogenese is nodig bij de groei van weefsels, omdat bouwstoffen, afvalstoffen en zuurstof anders te ver moeten diffunderen tussen de cel en een bloedvat. De diffusiesnelheid neemt namelijk kwadratisch af met de afstand tussen cel en bloedvat. Diffusie kan dus maar als transportmechanisme gebruikt worden tot een bepaalde afstand, omdat het transport anders te lang duurt, en de situatie onleefbaar is voor de cel.
Zo kan een beginnende tumor slechts een kubieke millimeter (ongeveer een miljoen cellen) groot worden, zolang hij geen angiogenetische factoren afscheidt. Als hij nog groter zou worden, zouden de cellen in het midden immers geen zuurstof, glucose en aminozuren krijgen. Door de productie van angiogene factoren, en dus de vorming van nieuwe bloedvaten, krijgt hij de benodigde voedingsstoffen en zuurstof, en kan hij groeien. De bloedvaten die zich naar/in een tumor vormen zijn echter zeer vaak onregelmatig in diameter, en lekken daardoor tot 10 keer meer macromoleculen naar de extracellulaire vloeistof dan normaal gevormde haarvaten.
Technieken worden ontwikkeld om de productie van angiogenetische factoren door tumorcellen te kunnen verhinderen. Op die manier zou de ontwikkeling van een tumor kunnen gestopt worden. Stoffen die angiogenese tegengaan heten angiogeneseremmers. Voorbeelden zijn erlotinib en bevacizumab. Ook thalidomide (softenon) remt de angiogenese.
Kunstmatig gestimuleerde angiogenese, met behulp van kunstmatig geproduceerde groeifactor voor bloedvaten, zoals platelet-derived growth factor, op de markt gebracht als Regranex, dient bijvoorbeeld om de doorbloeding van de allerkleinste vaatjes te verbeteren bij langbestaande wonden, van patiënten met diabetes mellitus.
Bij de ontwikkeling van een embryo, en bij wondherstel is angiogenese logischerwijs ook nodig. Na de innesteling van een bevruchte eicel in het baarmoederslijmvlies, groeit er een netwerk van bloedvaatjes, ten behoeve van de uitwisseling van stoffen tussen het bloed van de moeder en dat van de vrucht. Dit netwerk groeit uit tot de placenta.
Angiogenese vindt plaats ongeveer 3 weken na de bevruchting. Daarna vindt het in het vrouwenlichaam, onder normale fysiologische omstandigheden, alleen nog plaats tijdens de menstruatiecyclus en bij wondgenezing.